# HEIF

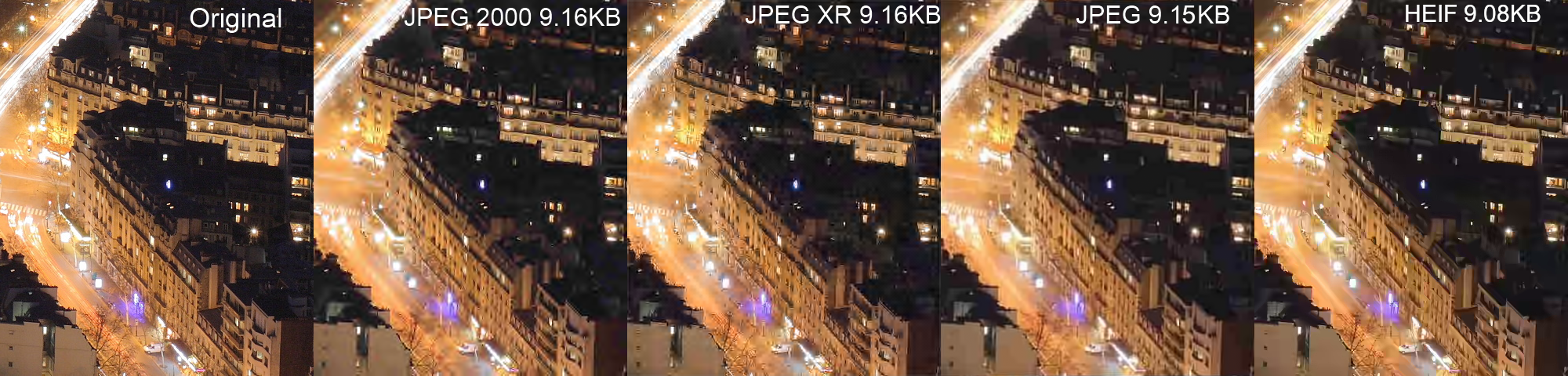
Порівняння між JPEG, JPEG 2000, JPEG XR і HEIF на подібних файлах

Формат файлу зображення високої ефективності (HEIF) (англ. High Efficiency Image File Format)  — формат файлу використовується для окремих зображень і послідовностей зображень. Він був розроблений групою Moving Picture Experts Group (MPEG) і визначається MPEG-H Part 12 (ISO/IEC 23008-12). Група MPEG стверджує, що у зображенні HEIF удвічі більше інформації можна зберігати ніж у зображенні JPEG того ж розміру, що призводить до кращої якості зображення.
Специфікація HEIF також визначає метод зберігання ключових кадрів, кодованих відеокодеком високої ефективності (HEVC), і послідовностей HEVC-кодованих зображень, в яких обмеженим чином застосовується внутрішнє передбачення.
HEIF файли сумісні з ISO Base Media Format File (ISOBMFF, ISO/IEC 14496-12), а також можуть включати в себе інші мультимедійні потоки, такі як текст і аудіо.
Файли зображень формату HEIF зберігаються з розширеннями файлів .heif або .heic .

## Історія
Вимоги та основні випадки використання HEIF були визначені у 2013 році. Технічна розробка специфікації тривала близько півтора років і була завершена влітку 2015 року.

## Особливості
Файли HEIF можуть зберігати такі типи даних:
- Елементи зображення: Зберігання окремих зображень, властивостей зображення та ескізів.
- Виведення зображень: Похідні зображення дозволяють неруйнівне редагування зображень і створюються на льоту за допомогою програмного забезпечення візуалізації, використовуючи інструкції редагування, що зберігаються окремо у файлі HEIF. Ці вказівки (прямокутне обрізання, обертання на 90, 180 або 270 градусів, графічні накладання за часом, тощо) та зображення зберігаються окремо в файлі HEIF і описують конкретні перетворення, що застосовуються до вхідних зображень. Накладні витрати на зберігання отриманих зображень невеликі.
- Послідовність зображень: Зберігання декількох зображень, пов'язаних з часом та/або тимчасово передбачених (наприклад, знімка фотографій або анімація), їх властивості та мініатюри. Різні варіанти передбачення можуть бути використані для використання тимчасової та просторової подібності між зображеннями. Таким чином, розміри файлів можуть бути значно зменшені навіть тоді, коли десятки зображень зберігаються в одному файлі HEIF.
- Елементи допоміжного зображення: Зберігання даних зображення, що доповнює інший елемент зображення. Альфа площина або карта глибини є прикладами для таких зображень. Ці дані не відображаються як такі, а використовуються в різних формах для доповнення іншого елемента зображення.
- Метадані зображення: Зберігання EXIF, XMP і подібних метаданих, які супроводжують зображення, що зберігаються у файлі HEIF.

## Формат файлу зображення HEVC
- У програвачі зображень HEVC потрібно підтримувати прямокутне обрізання і обертання на 90, 180 і 270 градусів. Основний випадок використання для обов'язкової підтримки обертання на 90 градусів для зображень, де орієнтація камери неправильно виявлена або виведена. Вимога обертання дозволяє вручну регулювати орієнтацію зображення або послідовності зображень без необхідності повторного кодування. Обтинання дозволяє повторно створювати зображення без повторного кодування. (Формат файлу HEVC, однак, включає опцію зберігання попередньо отриманих зображень.[9])
- Зразки в доріжках послідовності зображень повинні бути або внутрішньо-кодованими зображеннями, або зображеннями між передбаченими зображеннями з посиланням на тільки внутрішньо кодовані зображення. Ці обмеження прогнозування між картинами зменшують затримку декодування для доступу до будь-якого конкретного зображення в доріжці послідовності зображень HEVC.

### Реалізація
Оскільки HEIF є контейнерним форматом, він може містити фотографії і послідовності зображень (де файл містить більше одного зображення), які кодуються в різних форматах. В даний час вони включають HEVC і H.264/MPEG-4 AVC (і JPEG для мініатюр/вторинних зображень), хоча в майбутньому можуть бути додані інші формати кодування. Двома основними розширеннями імен файлів є .heif (для будь-якого кодека) або .heic (для кодека HEVC), а також менш поширені .avci, які зазвичай використовуються для закодованих файлів H.264/AVC.
У реалізації Apple для окремих зображень вони обрали останнє розширення файлу .heic (.heics для файлів послідовності зображень) як єдине, що вони будуть робити для фотографій, що ясно свідчить про те, що він пройшов кодування HEVC. Тим не менш, вони будуть підтримувати відтворення як H.264/AVC, який кодується .avci файли (.avcs для файлів послідовність зображень), а також .heif файлів (.heifs для файлів послідовність зображень) створені на іншому пристрої, які кодуються за допомогою будь-якого кодека, за умови, що кодек підтримується ними.
Також відомо, що в MacOS Mojave компанія Apple реалізувала HEIF у створенні функції Dynamic Desktop.

### Підтримка
HEIF підтримується такими засобами:
Операційні системи
- Microsoft Windows 10 (версія 1803 , збірка 17123)[15]
- macOS High Sierra[16]
- iOS 11[17][18]
- Android Pie[19]

Програмне забезпечення для редагування зображень
- Adobe Lightroom[20] (лише для MacOS High Sierra, iOS 11+ і Android 9+)
- Adobe Photoshop CC (з жовтня 2017 року)[21]
- GIMP[22]
- ImageMagick
- Krita[23]
- Фотостудія Zoner X[24][25][25]
- Pixelmator[26] (версія 3.7 і вище)
- GraphicConverter

Інше
- Nokia пропонує відкритий код на C++ та Java декодера HEIF[27]
- Бібліотека з відкритим кодом "libheif" підтримує читання та записування файлів HEIF[28]
- Безкоштовний кодек зображень CopyTrans HEIC, доступний для Windows 7/8.1, підтримує відкриття файлів HEIF у програмі перегляду фотографій Windows[29]
- Прочитати метадані зображення HEIF з вільним програмним забезпеченням PIE Picture Extractor[30]
- iMazing HEIC Converter є безкоштовним додатком для перетворення файлів HEIC в JPEG на Windows і MacOS[31]
- Messages — додаток для Android SMS/RCS[32]

## Ліцензування патенту
HEIF сам є контейнером, і коли містить зображення і послідовності зображень, закодовані в конкретному форматі (наприклад, HEVC або H.264/AVC), його використання стає предметом ліцензування патентів на формат кодування.

## Відповідні стандарти
- Розширене кодування відео (AVC, H.264) — старий формат кодування відео та зображень, вперше стандартизований у 2003 році
- Високоефективне кодування відео (HEVC, H.265) — формат кодування відео та зображень, вперше стандартизований у 2013 році
- Формат ISO-файлу базового мультимедіа — стандартний формат файлів, що охоплює HEIF та інші аналогічні мультимедійні файли, вперше стандартизований в 2001 році
- MPEG-H — набір стандартів, що включає HEIF і HEVC